# Illuminationsteorin
Illuminationsteorin är en filosofisk ståndpunkt att människans kunskap om de "eviga existentiella sanningarna" genom upplysning av det "gudomliga ljuset". Det är det äldsta och mest inflytelserika alternativet till naturalism i teorin om sinne och epistemologi. Det var ett viktigt inslag i antik grekisk filosofi, neoplatonism, medeltida filosofi och den illuminationistiska skolan inom islamisk filosofi. Teorin företräddes av Augustinus och hans filosofiska efterföljare.

## Historik

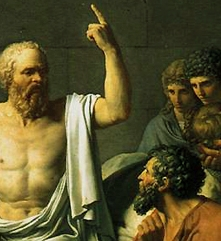
Sokrates

Platon citerar i Sokrates försvarstal Sokrates som säger att han hade ett gudomligt eller andligt tecken som började när han var barn. Det var en röst som vände honom bort från något han var på väg att göra, även om den aldrig uppmuntrade honom att göra något. Apuleius föreslog senare att det var en vänlig demons röst och att Sokrates förtjänade denna hjälp eftersom han var den mest perfekta av människor.
Den tidiga kristna filosofen Augustinus (354–430) betonade också den roll som gudomlig upplysning har i vårt tänkande, och sa att "Sinnet behöver upplysas av ljus utifrån sig själv, så att det kan delta i sanningen, eftersom det inte i sig själv är sanningens natur. Du kommer att tända min lampa, Herre," och "Du hör inget sant från mig som du inte först har berättat för mig." Enligt Augustinus ger Gud oss inte viss information, utan ger oss snarare insikt i sanningen av den information vi fick för oss själva.
Om vi båda ser att det du säger är sant, och vi båda ser att det jag säger är sant, var kan vi då se det? Inte jag i dig, inte heller du i mig, utan vi båda i den oföränderliga sanningen som är över våra sinnen.

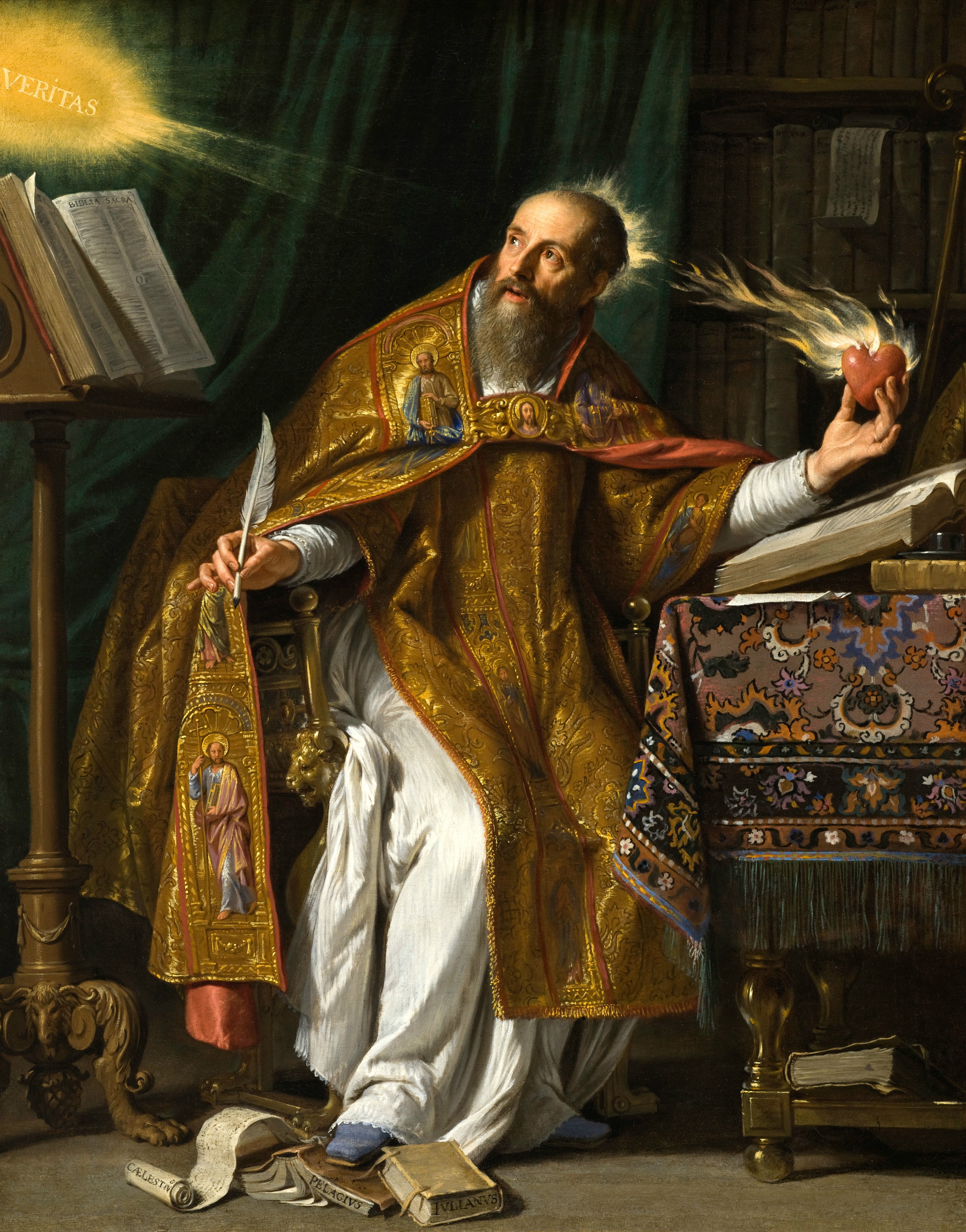
Augustinus

Augustinus teori försvarades av kristna filosofer från den senare medeltiden, särskilt franciskaner som Bonaventura och Matthew av Aquasparta. Enligt Bonaventura:
Saker finns i sinnet, i sin egen natur (proprio genere) och i den eviga konsten. Så sanningen om saker som de är i sinnet eller i sin egen natur – givet att båda är föränderliga – är tillräcklig för att själen ska ha viss kunskap endast om själen på något sätt når saker som de är i den eviga konsten.
Läran kritiserades av John Pecham och Roger Marston. Thomas av Aquino ses ofta som en hård kritiker av denna doktrin, men hans ståndpunkt är mer nyanserad. Som Robert Pasnau konstaterar, "Thomas av Aquinos anses ofta vara den figur som är mest ansvarig för att sätta stopp för teorin om gudomlig belysning. Även om det finns en viss sanning i denna uppfattning, som vi kommer att se, verkar det mer korrekt att betrakta Aquinos som en av de sista försvararna av teorin, som en förespråkare för medfödd aristotelisk belysning." Utan tvekan förnekade Aquinos att vi i detta liv har gudomliga idéer som ett tankeobjekt, och att gudomlig belysning är tillräcklig i sig själv, utan sinnena, för naturlig kunskap. Han förnekade också att det finns ett speciellt fortsatt gudomligt inflytande på mänskligt tänkande. Människor har tillräcklig förmåga att tänka på egen hand, utan att behöva "ny belysning som läggs till deras naturliga belysning." Men denna naturliga belysning, som Aquinos skiljer från den övernaturliga belysning som krävs för kunskap om begripliga saker över mänskliga styrkor (det är fallet med tro och profetia),är dock gudomlig belysning, enligt Aquinos; faktiskt, han skriver att "Den materiella solen kastar sitt ljus utanför oss; men den begripliga solen, som är Gud, lyser inom oss. Därför är det naturliga ljuset som skänks själen Guds upplysning, varigenom vi blir upplysta för att se vad som hör till naturligt kunskap, och för detta krävs ingen ytterligare kunskap, utan bara för sådant som överträffar naturlig kunskap." Aquinos hävdade också att "det intellektuella ljuset som finns i oss inte är något annat än en viss likhet med det oskapade ljuset, erhållet genom deltagande, i vilket de eviga skälen finns." Av denna anledning drog han slutsatsen att i detta liv vet vi saker i de gudomliga idéerna som i kunskapsprincipen. Han hävdade också att hans ståndpunkt var den rätta tolkningen av Augustinus doktrin om gudomlig belysning. Vissa forskare, som Lydia Schumacher, hävdar att hans påstående är rätt.
Å andra sidan försvarade Henrik av Gent en annan version av teorin, som enligt Henrik själv och för olika forskare skulle ligga närmare den augustinska. Henrik argumenterade mot Aquinos att Aristoteles teori om abstraktion är inte tillräckligt för att förklara hur vi kan förvärva ofelbar kunskap om sanningen, utan måste kompletteras med gudomlig upplysning. En sak har två exempel som den kan jämföras med. Det första är ett skapat exemplar som existerar i själen genom abstraktion. Det andra är ett exemplar som finns utanför själen och som är oskapat och evigt. Men ingen jämförelse med ett skapat exemplar kan ge oss ofelbar sanning. Eftersom människans värdighet kräver att vi kan förvärva sådan sanning, följer av det att vi har tillgång till exemplaret i det gudomliga sinnet.
Henriks försvar av gudomlig belysning kritiserades starkt av den franciskanske teologen Duns Scotus, som hävdade att Henriks version av teorin ledde till skepsis och presenterade sin egen version, enligt vilken det finns "fyra sinnen i vilka det mänskliga intellektet ser ofelbara sanningar i gudomligt ljus. I varje mening verkar det gudomliga ljuset inte på oss utan på föremålen för vår förståelse."